# Petina Gappah
Petina Gappah (Zimbàbue, 1971) és una escriptora zimbabuesa. Escriu en anglès i en xona, la seva primera llengua.
El primer llibre de Gappah, An Elegy for Easterly, un recull de contes, col·lecció d'història, va ser nominat al Premi Internacional de Contes Frank O'Connor, el major premi per a contes. El llibre ha estat descrit com "una col·lecció d'històries sobre cada capa de la cultura zimbabuesa: des de l'elit a la gent peculiar, els completament bojos i els nens que corren pel carrer." El llibre va ser publicat per Faber and Faber l'abril de 2009 al Regne Unit i el juny de 2009 als Estats Units. Va guanyar el Premi Guardian First Book el 2009, moment en què va fer pública la seva objecció a ser etiquetada pel seu editor (i subsegüentment Amazon) com "la veu de Zimbàbue" i va comentar en una entrevista: "És molt preocupant per a mi, perquè escriure d'un lloc que no és el mateix que escriure per a un lloc .... Si escric sobre Zimbàbue, que no és el mateix que escriure per a Zimbàbue o pels zimbabuesos."
Gappah és llicenciatura en dret per la Universitat de Zimbàbue, la Universitat de Cambridge i la Universitat de Graz. El 2010 es va traslladar a Harare (Zimbàbue), on va treballar en la seva primera novel·la. Gappah ja ha completat aquesta novel·la, The Book of Memory (Faber, 2015).